# Dendrocolaptes certhia
Dendrocolaptes certhia е вид птица от семейство Furnariidae.

## Разпространение
Видът е разпространен в Боливия, Бразилия, Колумбия, Еквадор, Френска Гвиана, Гвиана, Перу, Суринам и Венецуела.